# Yu-Gi-Oh! Sevens
Yu-Gi-Oh! Sevens (遊☆戯☆王SEVENS（セブンス）, Yū-Gi-Ō Sebunsu), estilizado como Yu-Gi-Oh! SEVENS, é um anime japonês produzido pela Bridge. É o sexto spin-off da franquia animada Yu-Gi-Oh!, sucedendo Yu-Gi-Oh! VRAINS, e comemorando o 20.º aniversário de Yu-Gi-Oh! Duel Monsters.
A série estreou no Japão na TV Tokyo em 4 de abril de 2020. No entanto, a partir do seu 5.° episódio, sofreu uma pausa de 1 mês por conta da pandemia do novo coronavírus.
Em Portugal, a série estreou no Panda Kids em 1 de maio de 2023.

## Sinopse
Num futuro não muito distante, Goha City é governada por sua maior corporação, a "Goha Corp", que monitora tudo, desde a escola, às regras de duelo e até mesmo grande parte da vida diária de seus cidadãos.
Yuga Ohdo é um aluno do quinto ano, que frequenta a Sétima Escola Elementar de Goha, e desenvolve invenções que chama de "caminhos" todos os dias. Yuga, que acha a maneira com que os duelos e a sociedade são administrados por adultos é muito rígida e nada legal, decide mudar este mundo que é apertado para as crianças e então cria os "Rush Duels", e tenta implementá-los, enquanto acredita fortemente em suas convicções. Nos dias que se sucedem, Luke, um aluno da sala ao lado ouve um boato sobre "O Rei dos Duelos". Investigando isso junto com Yuga eles descobrem uma pessoa misteriosa diante de um imponente monumento. Para ser reconhecido com o Rei dos Duelos, você tem que vencer duelos com tempos limitados, ou enfrentar as consequências da derrota!
A história de Yuga e Luke, dois garotos prestes a derrubar um mundo de duelos rígidos e sem diversão, está prestes a começar!

### Episódios

#### 1.° Temporada — Birth of Rush Duels / Goha Corp
| Número | Título | Escrito por         | Exibição original       |
| ------ | --- | ------------------- | ----------------------- |
| 1      | "Vamos Lá! Rush Duel!" Transcrição: "Iku zo! Rasshu Dyueru! " (japonês: いくぞ！ラッシュデュエル！)                                     | Toshimitsu Takeuchi | 4 de abril de 2020      |
| 2      | "O Homem que Possui um Demônio" Transcrição: "Akuma o Kau Otoko " (japonês: 悪魔を飼う男)                                               | Toshimitsu Takeuchi | 11 de abril de 2020     |
| 3      | "O Segredo de Romin" Transcrição: "Romin no Himitsu " (japonês: ロミンの秘密)                                                           | Ayumu Hisao         | 18 de abril de 2020     |
| 4      | "Adeus, Presidente do Conselho Estudantil" Transcrição: "Sayonara, Seitokaichō! " (japonês: さよなら、生徒会長！)                       | Masahiro Yokotani   | 25 de abril de 2020     |
| 5      | "Rook, a Batalha de um Homem Só" Transcrição: "Rūku, Otoko no Tatakai " (japonês: ルーク、男の闘い)                                     | Hiroshi Yamaguchi   | 2 de maio de 2020       |
| 6      | "Eu Quero o seu Macarrão! Um Duelo pelo Ramen!" Transcrição: "Gomen! Rāmen Dyueru! " (japonês: 御麺！ラーメンデュエル！)                | Ueno Kimiko         | 13 de junho de 2020     |
| 7      | "O Estudante Transferido é do Ensino Fundamental!?" Transcrição: "Tenkōsei wa Shōgakusei? " (japonês: 転校生は小学生？転校生は小学生？) | Nomura Yuichi       | 20 de junho de 2020     |
| 8      | "Pós-Apocalipse e o Napolitano" Transcrição: "Seikimatsu to Naporitan " (japonês: 世紀末とナポリタン世紀末とナポリタン)                 | Hisao Ayumu         | 27 de junho de 2020     |
| 9      | "O Maravilhoso Mundo Jurássico" Transcrição: "Suteki na Jurashikku " (japonês: 素敵なジュラシック素敵なジュラシック)                    | Nomura Yuichi       | 5 de julho de 2020      |
| 10     | "A Terrível História de um Duelo Fantasma" Transcrição: "Kyōfu no Kaidan Dyueru " (japonês: 恐怖の怪談デュエル恐怖の怪談デュエル)       | Yokotani Masahiro   | 8 de agosto de 2020     |
| 11     | "Sem Parar!" Transcrição: "Gaman ga Genkai! " (japonês: ガマンが限界！ガマンが限界！)                                                   | Ueno Kimiko         | 15 de agosto de 2020    |
| 12     | "O Ás Proibido" Transcrição: "Kinjirareta Ēsu " (japonês: 禁じられたエース禁じられたエース)                                             | Toshimitsu Takeuchi | 22 de agosto de 2020    |
| 13     | "O Outro Rei" Transcrição: "Mō Hitori no Ō " (japonês: もう一人の王もう一人の王)                                                        | Toshimitsu Takeuchi | 29 de agosto de 2020    |
| 14     | "A Cozinha de Romin" Transcrição: "Rominzu Kicchin " (japonês: ロミン＇ｓキッチン)                                                      | Hiroshi Yamaguchi   | 5 de setembro de 2020   |
| 15     | "Içar Velas! A Escola Elementar de Pesca de Goha" Transcrição: "Shussen! Gōha Suisanshō " (japonês: 出船！ゴーハ水産小)                 | Ayumu Hisao         | 12 de setembro de 2020  |
| 16     | "O Homem que Lava os Duelos" Transcrição: "Dyueru wo Arau Otoko " (japonês: デュエルを洗う男デュエルを洗う男)                           | Yuichi Nomura       | 19 de setembro de 2020  |
| 17     | "O Gato no Jardim da Providência" Transcrição: "Setsuri no Niwa no Neko " (japonês: セツリの庭のネコ)                                   | Yamaguchi Hiroshi   | 26 de setembro de 2020  |
| 18     | "Desculpe, é Minha Chance" Transcrição: "Gomen ne Getta Chansu " (japonês: ごめんねゲッタチャンス)                                      | Toshimitsu Takeuchi | 3 de outubro de 2020    |
| 19     | "Aquele que está no Trono" Transcrição: "Gyokuza-taru Mono " (japonês: 玉座たるもの)                                                    | Yuichi Nomura       | 10 de outubro de 2020   |
| 20     | "É Difícil ser Adulto" Transcrição: "Otona wa Tsurai yo " (japonês: オトナはつらいよ)                                                   | Ayumu Hisao         | 17 de outubro de 2020   |
| 21     | "Encontros Íntimos com o Macarrão" Transcrição: "Men to no Sōgū " (japonês: 麺との遭遇)                                                 | Yamaguchi Hiroshi   | 24 de outubro de 2020   |
| 22     | "O Demônio Selado" Transcrição: "Fūjirareta Akuma " (japonês: 封じられた悪魔)                                                           | Hisao Ayumu         | 31 de outubro de 2020   |
| 23     | "O que está Além da Providência" Transcrição: "Setsuri no Saki ni Aru Mono " (japonês: セツリの先にあるもの)                            | Nomura Yuichi       | 7 de novembro de 2020   |
| 24     | "Resolver" Transcrição: "Kakugo " (japonês: 覚悟)                                                                                       | Yamaguchi Hiroshi   | 14 de novembro de 2020  |
| 25     | "Sonhos, Coragem e Amizade" Transcrição: "Yume to Yūki to Yūjō " (japonês: 夢と勇気と友情)                                              | Takeuchi Toshimitsu | 21 de novembro de 2020  |
| 26     | "O Duelo Máximo!" Transcrição: "Makishimamu Dyueru! " (japonês: マキシマムデュエル！)                                                   | Takeuchi Toshimitsu | 28 de novembro de 2020  |
| 27     | "O Clube do Luke Surge!" Transcrição: "Rūku-bu Tanjō! " (japonês: ルーク部誕生！)                                                       | Yamaguchi Hiroshi   | 5 de dezembro de 2020   |
| 28     | "Campo de Treinamento! O Duelo de Sushi" Transcrição: "Gasshuku! Osushi Dyueru " (japonês: 合宿！お寿司デュエル)                        | Kimiko Ueno         | 12 de dezembro de 2020  |
| 29     | "Escavação Destemida" Transcrição: "Gyarian Daichi wo Horu " (japonês: ギャリアン大地を掘る)                                            | Nomura Yuichi       | 19 de dezembro de 2020  |
| 30     | "Em Batalha, A Respiração de um Tigre" Transcrição: "Tatakai no Kokyū " (japonês: 闘いの虎吸)                                           | Takeuchi Toshimitsu | 26 de dezembro de 2020  |
| 31     | "Rebeli-miga é Minha" Transcrição: "Hangyakusuru wa Ware ni Ari " (japonês: 叛逆するは我にアリ)                                         | Yamaguchi Hiroshi   | 9 de janeiro de 2021    |
| 32     | "A Donzela que ama Artilharia Pesada" Transcrição: "Jūki Mezuru Himegimi " (japonês: 重騎愛づる姫君)                                    | Aya Matsui          | 16 de janeiro de 2021   |
| 33     | "A Sexta Escola Elementar de Goha" Transcrição: "Gōha Dairoku Shōgakkō " (japonês: ゴーハ第６小学校)                                    | Tatsuto Higuchi     | 23 de janeiro de 2021   |
| 34     | "O Império do Submundo de Shiatsu Contra-Ataca" Transcrição: "Shiatsu Teikoku no Gyakushū " (japonês: 指圧底国の逆襲)                   | Kimiko Ueno         | 30 de janeiro de 2021   |
| 35     | "Som! Gohanium" Transcrição: "Hibike! Gōhaniumu " (japonês: 響け！ゴーハニウム)                                                         | Yamaguchi Hiroshi   | 6 de fevereiro de 2021  |
| 36     | "Iluminados ♡ Olhos de Ranze" Transcrição: "Kaigan ♡ Ranze Aizu " (japonês: 開眼♡らんぜアイズ)                                          | Nomura Yuichi       | 13 de fevereiro de 2021 |
| 37     | "Coo-Coo-Luke-Coo" Transcrição: "Kurukkurūku " (japonês: クルックルーク)                                                                | Matsui Aya          | 20 de fevereiro de 2021 |
| 38     | "Descubra o Máximo!" Transcrição: "Makishimamu wo Horiokose! " (japonês: マキシマムを掘り起こせ！)                                      | Takeuchi Toshimitsu | 27 de fevereiro de 2021 |
| 39     | "Traga de Volta! O Orgulho de Mutsuba" Transcrição: "Torimodose! Mutsuba no Hokori! " (japonês: 取り戻せ！ムツバの誇り！)               | Takeuchi Toshimitsu | 6 de março de 2021      |
| 40     | "Me Dê um Improviso ♪" Transcrição: "Gibu Mī Jamu ♪ " (japonês: ギブ・ミー・ジャム♪)                                                    | Tatsuto Higuchi     | 13 de março de 2021     |
| 41     | "Eu vou Yameruler o Estilo Sogetsu" Transcrição: "Sōgetsu-ryū Yamerūra " (japonês: 蒼月流ヤメルーラ)                                    | Ueno Kimiko         | 20 de março de 2021     |
| 42     | "O Esquadrão de Duelos de Operações Espaciais" Transcrição: "Uchū Sakusen Dyueru-tai " (japonês: 宇宙作戦デュエル隊)                    | Yamaguchi Hiroshi   | 4 de abril de 2021      |
| 43     | "Abertura! Team Battle Royal" Transcrição: "Kaimaku! Chīmu Batoru Roiyaru " (japonês: 開幕！チームバトルロイヤル)                       | Yuichi Nomura       | 11 de abril de 2021     |
| 44     | "Divergência" Transcrição: "Fukyōwaon " (japonês: 不協和音)                                                                             | Matsui Aya          | 18 de abril de 2021     |
| 45     | "O Caçador Destemido" Transcrição: "Narikin Hantā " (japonês: 成金ハンター)                                                             | Higuchi Tatsuto     | 25 de abril de 2021     |
| 46     | "De volta ao Passado" Transcrição: "Bakku tu za Kako " (japonês: バック・トゥ・ザ・過去)                                                | Yamaguchi Hiroshi   | 2 de maio de 2021       |
| 47     | "O Contra-Ataque do Escriturário" Transcrição: "Gyakushū no Shain " (japonês: 逆襲のシャイン)                                           | Yuichi Nomura       | 9 de maio de 2021       |
| 48     | "O Conflito das Técnicas Secretas" Transcrição: "Ōgi Gekitotsu! " (japonês: 奥義激突)                                                   | Aya Matsui          | 16 de maio de 2021      |
| 49     | "Roa & Romin" Transcrição: "Roaromin " (japonês: ロアロミン)                                                                            | Yamaguchi Hiroshi   | 23 de maio de 2021      |
| 50     | "Gakuting" Transcrição: "Gakutingu " (japonês: ガクティング)                                                                            | Ueno Kimiko         | 30 de maio de 2021      |
| 51     | "Caminhos vs Sohnimac" Transcrição: "Rōdo Bāsasu Dōro " (japonês: ロードｖｓドーロ)                                                     | Ueno Kimiko         | 6 de junho de 2021      |
| 52     | "O Último Rush Duel" Transcrição: "Saigo no Rasshu Dyueru " (japonês: 最後のラッシュデュエル)                                           | Toshimitsu Takeuchi | 13 de junho de 2021     |

#### 2.° Temporada - Goha Siblings
| Número | Título | Escrito por         | Exibição original       |
| ------ | --- | ------------------- | ----------------------- |
| 53     | "Vamos Lá! Rush Rodopiante!" Transcrição: "Iku zo! Rasshu Guryuryu! " (japonês: いくぞ！ラッシュグリュリュ！)                                | Yuichi Nomura       | 20 de junho de 2021     |
| 54     | "Rush Duel de Aceleração!" Transcrição: "Raidingu Rasshu Dyueru! " (japonês: ライディング・ラッシュデュエル！)                               | Toshimitsu Takeuchi | 27 de junho de 2021     |
| 55     | "Yujin e o Oceano" Transcrição: "Yuujīn to Umi " (japonês: ユウジーンと海)                                                                   | Aya Matsui          | 4 de julho de 2021      |
| 56     | "Arre-contudência!" Transcrição: "Kattobashingu! " (japonês: かっとバシング！)                                                               | Ueno Kimiko         | 11 de julho de 2021     |
| 57     | "A Chegada do Quarto Assassino" Transcrição: "Daiyon no Shikaku dosu e " (japonês: 第四の刺客どすえ)                                         | Higuchi Tatsuto     | 18 de julho de 2021     |
| 58     | "Destinos Entrelaçados" Transcrição: "Kōsa-suru Unmei " (japonês: 交差する運命)                                                              | Hiroshi Yamaguchi   | 25 de julho de 2021     |
| 59     | "Botão da Ordem" Transcrição: "Chūmon Botan " (japonês: 注文ぼたん)                                                                          | Koji Saito          | 1 de agosto de 2021     |
| 60     | "Você se Lembra, Atachi?" Transcrição: "Atachi Oboeteimasuka " (japonês: あたち・おぼえていますか)                                           | Yuichi Nomura       | 8 de agosto de 2021     |
| 61     | "Ao Vivo! O Poderoso Rush Duel" Transcrição: "Jikkyō! Pawafuru Rasshu Dyueru " (japonês: 実況！パワフルラッシュデュエル)                     | Kimiko Ueno         | 15 de agosto de 2021    |
| 62     | "O☆Lukemen! O☆Lukemen!!" Transcrição: "Za☆Rūkumen! Za☆Rūkumen!! " (japonês: ザ☆ルークメン！ザ☆ルークメン！！)                                | Tatsuto Higuchi     | 22 de agosto de 2021    |
| 63     | "O Sexto Homem" Transcrição: "Dairoku no Otoko " (japonês: 第６の男)                                                                         | Aya Matsui          | 29 de agosto de 2021    |
| 64     | "Clã de Engrenagem" Transcrição: "Haguruma no Ichizoku " (japonês: 歯車の一族)                                                               | Hiroshi Yamaguchi   | 5 de setembro de 2021   |
| 65     | "Providência Solitária" Transcrição: "Kokō no Setsuri " (japonês: 孤高のセツリ)                                                              | Naoto Iyoku         | 12 de setembro de 2021  |
| 66     | "Batalha Final! Império do Diabo" Transcrição: "Kessen! Majin Teikoku " (japonês: 決戦！魔神帝国)                                            | Toshimitsu Takeuchi | 19 de setembro de 2021  |
| 67     | "Guerreiro do Espaço, The☆Lukeman" Transcrição: "Uchū Senshi Za☆Rūkumen " (japonês: 宇宙戦士ザ☆ルークメン)                                   | Koji Saito          | 26 de setembro de 2021  |
| 68     | "A melancolia de Yuo" Transcrição: "Yuuou no Yūutsu " (japonês: ユウオウのユウウツ)                                                          | Yuichi Nomura       | 3 de outubro de 2021    |
| 69     | "Campo de Sonhos de Peixe" Transcrição: "Fīrudo Obu Gyorīmusu " (japonês: フィールド・オブ・ギョリームス)                                    | Iyoku Naoto         | 10 de outubro de 2021   |
| 70     | "Essa pessoa, o Nanahoshi Oculto" Transcrição: "Sono Mono, Ura Nanahoshi " (japonês: その者、裏七星)                                         | Higuchi Tatsuto     | 17 de outubro de 2021   |
| 71     | "Não misture" Transcrição: "Mazeruna Kiken " (japonês: 混ぜるなキケン)                                                                       | Matsui Aya          | 24 de outubro de 2021   |
| 72     | "A fantástica fábrica subterrânea de Luke" Transcrição: "Yume no Chika Rūku Kōjō " (japonês: 夢の地下ルーク工場)                             | Yamaguchi Hiroshi   | 31 de outubro de 2021   |
| 73     | "Duel Rush de entretenimento corporativo para adultos" Transcrição: "Otona no Settai Rasshu Dyueru " (japonês: オトナの接待ラッシュデュエル) | Iyoku Naoto         | 7 de novembro de 2021   |
| 74     | "Duel Zombie" Transcrição: "Dyueru Zonbi " (japonês: デュエルゾンビ)                                                                         | Yamaguchi Hiroshi   | 14 de novembro de 2021  |
| 75     | "O mistério de Yuga" Transcrição: "Yūga no Nazo " (japonês: 遊我の謎)                                                                        | Matsui Aya          | 21 de novembro de 2021  |
| 76     | "O tigre impiedosa" Transcrição: "Jihinaki Tora " (japonês: 慈悲なき虎)                                                                      | Nomura Yuichi       | 28 de novembro de 2021  |
| 77     | "Renascimento do redemoinho" Transcrição: "Yomigaeru Guruguru " (japonês: 蘇るグルグル)                                                      | Higuchi Tatsuto     | 5 de dezembro de 2021   |
| 78     | "Yuga Goha" Transcrição: "Gōha Yūga " (japonês: ゴーハ・ユウガ)                                                                              | Takeuchi Toshimitsu | 12 de dezembro de 2021  |
| 79     | "Rush Duel selado" Transcrição: "Rasshu Dyueru Fūin " (japonês: ラッシュデュエル封印)                                                        | Takeuchi Toshimitsu | 19 de dezembro de 2021  |
| 80     | "Goha 6 irmãos" Transcrição: "Gōha 6 Kyōdai " (japonês: ゴーハ６兄弟)                                                                        | Saito Koji          | 26 de dezembro de 2021  |
| 81     | "Dias insubstituíveis" Transcrição: "Kakegaenonai Hibi " (japonês: かけがえのない日々)                                                       | Iyoku Naoto         | 9 de janeiro de 2022    |
| 82     | "Doro of the Rush" Transcrição: "Dōro Obu za Rasshu " (japonês: ドーロ・オブ・ザ・ラッシュ)                                                  |                     | 16 de janeiro de 2022   |
| 83     | "Companheiros de viagem" Transcrição: "Tabi no Nakama-tachi " (japonês: 旅の仲間たち)                                                        |                     | 23 de janeiro de 2022   |
| 84     | "Dois pensamentos" Transcrição: "Futatsu no Omoi " (japonês: 二つの想い)                                                                     |                     | 30 de janeiro de 2022   |
| 85     | "Retorno do Rei" Transcrição: "Ō no Kikan " (japonês: 王の帰還)                                                                              |                     | 6 de fevereiro de 2022  |
| 86     | "O caso Kirishima" Transcrição: "Kirishima, Bando Yamerutte Yo " (japonês: 霧島、バンドやめるってよ)                                         |                     | 13 de fevereiro de 2022 |
| 87     | "Kirishima Melon" Transcrição: "Kirishima Meron " (japonês: 霧島メロン)                                                                      |                     | 20 de fevereiro de 2022 |
| 88     | "A verdade do KGC" Transcrição: "KGC no Shinjitsu " (japonês: KGCの真実)                                                                     |                     | 27 de fevereiro de 2022 |
| 89     | "Tiger & Dragon" Transcrição: "Taigā & Doragon " (japonês: タイガー＆ドラゴン)                                                               |                     | 6 de março de 2022      |
| 90     | "Para o espaço!" Transcrição: "Uchū e! " (japonês: 宇宙へ！)                                                                                 |                     | 13 de março de 2022     |
| 91     | "Batalha feroz! Rush Robot Duel!" Transcrição: "Gekitō! Rasshu Robo Dyueru! " (japonês: 激闘! ラッシュロボデュエル!)                         |                     | 20 de março de 2022     |
| 92     | "Rei do duelo" Transcrição: "Dyueru no Ō " (japonês: 激闘! デュエルの王)                                                                     |                     | 27 de março de 2022     |

## Personagens
Yuga Oudou (王道遊我, Ōdō Yūga)
Voz de: Hiiro Ishibashi
Tatsuhisa Kamijō (上城龍久, Kamijō Tatsuhisa)
Voz de: Taku Yashiro
Gakuto Sōgetsu (蒼月学人, Sōgetsu Gakuto)
Voz de: Natsuki Hanae
Romin Kirishima (霧島ロミン, Kirishima Romin)
Voz de: Tomori Kusunoki
Homem do holograma
Voz de: Daisuke Namikawa
Kaizo
Voz de: Yusuke Kobayashi
Mr. Goha
O presidente/CEO da mega corporação mundial, Goha Corporation, que se expandiu para vários campos de negócios, incluindo um fortemente focado em duelos.

## Produção
Yu-Gi-Oh! Sevens foi anunciado pela primeira vez como um novo anime então sem título da franquia Yu-Gi-Oh! em 21 de julho de 2019. A série marca a segunda rotatividade de estúdios na história da franquia, com Bridge assumindo o papel de estúdio principal na produção de animação da Gallop, que supervisionava todas as séries de televisão e filmes da franquia, começando com Yu-Gi-Oh! Duel Monsters em 2000. A série está sendo dirigida por Nobuhiro Kondo com roteiro de Toshimitsu Takeuchi e design de personagens de Kazuko Tadano e Hiromi Matsushita. Ele começou a ser exibido no Japão em 4 de abril de 2020 na TV Tokyo. A partir dos episódios 1 em diante, o primeiro tema de abertura é "Nanananananana" (ナナナナナナナ) de Saeki YouthK, enquanto o tema de encerramento é Goha Dai 7 Shou Gakkou Kouka.